# Little Mud Lake
Little Mud Lake är en sjö i Kanada.   Den ligger i countyt Bruce County och provinsen Ontario, i den sydöstra delen av landet, 400 km väster om huvudstaden Ottawa. Little Mud Lake ligger 208 meter över havet. Arean är 1,2 kvadratkilometer. Den ligger vid sjöarna  Berford Lake Big Mud Lake och Lucky Lake. Den sträcker sig 2,3 kilometer i nord-sydlig riktning, och 1,4 kilometer i öst-västlig riktning.
I omgivningarna runt Little Mud Lake växer i huvudsak blandskog. Runt Little Mud Lake är det ganska tätbefolkat, med 129 invånare per kvadratkilometer.